# دی‌کلرو (سیکلواوکتا-۱٬۵-دیین) پلاتین(II)

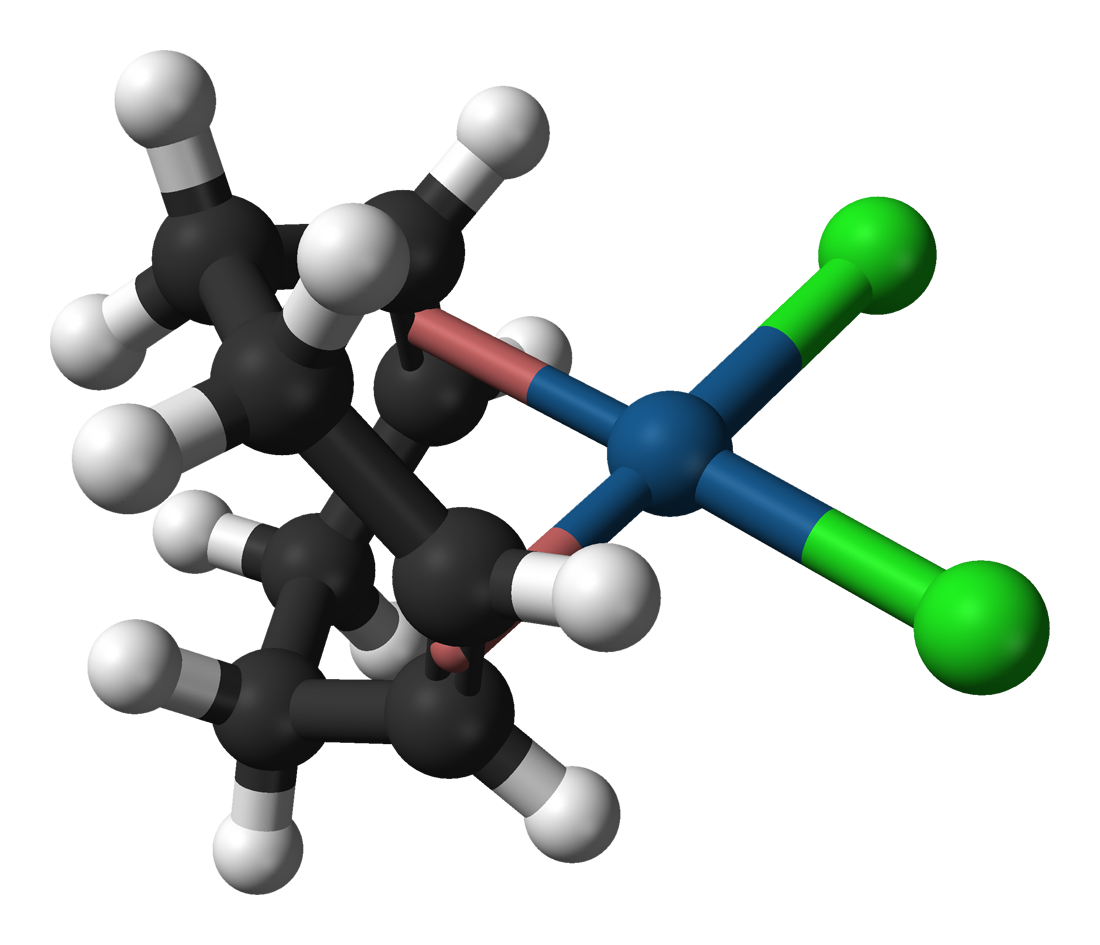
مدل گلوله و میله C8H12Cl2Pt (دی‌کلرو(سیکلواوکتا-۱،۵-دیین) پلاتین (II))

دی‌کلرو(سیکلواوکتا-۱،۵-دیین)پلاتین(II) (به انگلیسی: Dichloro(cycloocta-1,5-diene)platinum(II)) یک ترکیب شیمیایی با شناسه پاب‌کم ۵۷۰۲۶۴۸ است.